# Назарбеков, Озодбек Ахмадович
Озодбек Ахмадович Назарбеков (узб. Ozodbek Ahmadovich Nazarbekov; род. 7 мая 1974, Шахрихан) — узбекский певец, Народный артист Республики Узбекистан (2010), Народный артист Кыргызстана (2024), Заслуженный артист Туркменистана (2020), Народный хафиз Таджикистана (2024), заместитель министра культуры Узбекистана, министр культуры Узбекистана с 22 января 2020 года - до 31 октября 2024 года. Ученик другого известного узбекского певца Мухриддина Холикова.

## Биография
Выступает на эстраде с 1994 года. С 2002 года — сольный исполнитель при эстрадном объединении «УзбекНаво». В 2007 году окончил Институт искусств им. Маннон Уйгура.

## Творчество
Участвует в концертах в дни государственных праздников Узбекистана.
С 2003 года выступает с сольными концертами, в том числе на лучших сценах страны.С этого года по сей день является самым успешным певцом узбекской эстрады.
- 2003 год, 22 июня: «Oydin kechalar» («Лунные ночи»)
- 2005 год, 15-16 апреля: «Yuragimdan kuylaganim sen» («Всем сердцем пою о тебе»)
- 2006 год, 12-17 апреля: «Sening darding» («Твоя боль»)
- 2007 год, 7-14 апреля: «Diydor shirin» («Радость встречи»)
- 2008 год, апреля: «Жондан азиз» («Самое дорогое»)
- 2008 год, 1-4 августа: «Yaprogʻimiz azim chinorning» («Мы ветви великой чинары»)
- 2009 год, 4-24 апреля: «Mushtarak manzil» («Единая цель»)
- 2010 год, 5-23 апреля: «Qadamlar hikmati» («Опыт пройденного пути»)
- 2011 год, 7 апреля — 2 мая: «Kundan kun yaxshi» («За днем день хороший»)
- 2012 год, 6-20 апреля: «Xush keldingiz» («Добро пожаловать»)
- 2013 год, 5-21 апреля: «Taqdirimsan baxtimsan» («Ты — моя судьба и мое счастье»)
- 2014 год, «Mening baxtim»
- 2015 год, «Ardog'imdasiz»

Концертная деятельность охватывает все вилояты Республики Узбекистан, а также включает гастроли в США и России.
Записал 11 аудиокассет, 8 видеокассет, серию дисков.
В 2011 году написал музыку к фильму «Osiy banda».

## Награды и признание
- Заслуженный артист Республики Узбекистан (2007)[6]
- Народный артист Республики Узбекистан (2010)[7]
- Премия «M&TVA 2010» в номинации «Лучший исполнитель года» (2010)
- Народный артист Республики Каракалпакстан (2012)
- Орден «Эл-юрт хурмати» (2014)[8][9]
- Заслуженный артист Туркменистана (2020)[10]
- Народный хафиз Таджикистана (2024)[11]
- Народный артист Кыргызской Республики (2024)[12]